# Robert Sadowski
Robert „Sadek” Sadowski (ur. 24 listopada 1963, zm. 25 stycznia 2005 w Warszawie) – polski gitarzysta rockowy. Grał w polskich zespołach rockowych od połowy lat 80. XX wieku.
Jedną z pierwszych formacji, w których grał „Sadek”, był Szklany Markiz. Pierwszym zawodowym zespołem było Madame (od 1984), w którym występował wraz z Robertem Gawlińskim. Po rozwiązaniu zespołu w 1986 roku „Sadek” związał się z wokalistą Jarkiem Wajkiem oraz basistą Wojtkiem Trześniowskim (Pancerny) – stworzyli formację Lizard's Day. 
Około 1989 roku brał udział w nagraniu albumu Kultu Kaseta. 
Następnie dołączył do punkowej grupy Deuter, z którą wystąpił w 1989 roku na festiwalu w Jarocinie. Był to ostatni koncert zespołu Deuter w tym składzie. Większość muzyków z tego zespołu wraz z nowym wokalistą postanowiło kontynuować twórczość pod szyldem Houk. Brał udział w powstaniu albumów Soul Ammunition, Natural Way (Full Noize) i Transmission Into Your Heart.
Należał do składu zespołu Immanuel i w lipcu 1993 w Studiu Izabelin nagrał z nim materiał na płytę Moons (niewydaną).
W grudniu 1993 odszedł z zespołu Houk i wiosną 1994 roku wraz z Bogdanem Kondrackim założył zespół Kobong, z którym nagrał dwie płyty Kobong oraz Chmury nie było.
W tym czasie powrócił do współpracy z ówczesnym liderem Wilków Robertem Gawlińskim przy jego płytach Solo oraz X. 
Kolejną formacją, którą „Sadek” powołał do życia, był Robot. Zespół nie zyskał popularności i po upadku tego przedsięwzięcia artysta zaczął grać na gitarze na ulicach. Z młodymi ludźmi, z którymi muzykował, nagrał materiał Starówka. W 2004 roku ukończył budowę studia Robot - Media. 
Zmarł na atak serca.